# القمة العربية 2019 (تونس)
القمة العربية الثلاثون أو قمة تونس. هي قمّة نُظمت في 31 آذار/مارس 2019 في تونس العاصمة بالجمهورية التونسية وتحديدًا في قصر المؤتمرات برئاسة الرئيس الباجي قائد السبسي رئيس الجمهورية التونسية.

## السياق
عُقدت القمّة السابقة في مدينة الظهران بالمملكة العربية السعودية في الخامس عشر من أبريل/نيسان عام 2018. وكعادة كلّ القمم؛ فقد خرجت بعددٍ من القرارات لعلّ أبرزها ما يتعلقُ بوضعِ فلسطين بشكلٍ عام حيثُ نصّت على بطلان وعدم شرعية الاعتراف الأميركي بالقدس عاصمة لإسرائيل كما طالبت دول العالم بعدم نقل سفاراتها إلى القدس أو الاعتراف بها كعاصمة لإسرائيل. وبالرغمِ من ذلك فإنّ معظم هذهِ القرارت لم تلقى تطبيقًا على أرضِ الواقع أو حتى نتيجة؛ بل ازدادت هرولة الدول العربيّة نفسها نحو التطبيع معَ الكيان الصهيوني ففي عامٍ واحدٍ فقط عُزفَ ما يُسمّى بالنشيد الوطني الإسرائيلي في الدوحة عاصمة قطر وفي أبو ظبي عاصمة دولة الإمارات العربية المتحدة وفي الرباط عاصمة المغرب كما شاركت الدول الثلاث إلى جانبِ عددٍ من الدول العربيّة الأخرى على غِرار الكويت، السعودية، اليمن وسلطنة عمان وغيرها في مؤتمر وارسو الذي قيلَ إنّه يهدفُ لمكافحة المد الإيراني في منطقة الشرق الأوسط وقد حضرهُ رئيس الوزراء الإسرائيلي بنيامين نتنياهو الذي جلسَ على نفسِ الطاولة إلى جانبِ رؤساء خارجيّة باقي الدول العربية وهي سابقة في تاريخ التطبيع معَ إسرائيل.
إلى جانبِ القضية الفلسطينية والتي تُعتبر إحدى أهم قضايا الشارع العربي إن لم تكن الأهم فعلًا فالدول العربيّة تمر من أزمات ومن انقسامات حادّة أثرت بشكلٍ مباشر وغير مباشر على باقي القضايا؛ فمن جهة أولى لا زالت الأزمة الدبلوماسية مع قطر تُلقي بظلالها على كافّة الأحداث وقد أثرت بطريقةٍ ما على القضيّة الفلسطينية بشكلٍ عام وقطاع غزة بشكل خاص حيثُ ظهرَ الانقسام القطري-السعودي جليًا من خِلال دعم الأولى لحركة المقاومة الإسلامية حماس مُقابل نبذها من قِبل الثانية والتي شنّ كُتّابها في وسائل الإعلام التابعة للحكومة هجومًا شرسًا عليها واصفينَ إيّاها تارةً «بالعميلة لإسرائيل» وتارةً أخرى «بالعميلة لقطر» أو حتى «العميلة لإيران». من جهة ثانية؛ فالوضعُ لم يتغيّر كثيرًا بالنسبة لباقي الدول العربيّة حيثُ لا زالت الحرب الأهلية السورية قائمة ويستعدُ الجيش السوري للسيطرة على آخرِ معاقل المعارضة المسلحة، فيما تسعى دول إلى إعادة العلاقات الدبلوماسية بالحكومة السورية على الصعيدين العربي والإقليمي، بعد انقطاع دبلوماسي استمر لسنوات إثر أحداث وتبعات الحرب. في هذا السياق؛ دعت حركة النهضة التونسيّة إلى القيام بمصالحة وطنية شاملة بين كل الأطياف في سوريا، ما يُمثل تغيرًا طفيفاً في سياسات الحزب الإسلامي الذي ظلّ على مدار السنوات الماضية يُقاطع الحكومة السورية لكنّه دعى إلى مشاركتها في المصالحة الوطنية. كما أن تحوّلاً قد طرأ على السياسة الأمريكية ودورها في عملية السلام، بعد إقدام الرئيس الأمريكي دونالد ترامب على الاعتراف بسيادة إسرائيل على الجولان السوري المحتل، وهو ما لقي معارضة دولية وإقليمية وعربية، ومخاوف من شرعنة الاحتلال الإسرائيلي المستمر لهذه الهضبة منذ حرب 1967، الذي يقوم وفق الأمم المتحدة بانتهاكات لحقوق سكان الجولان.
على المستوى السياسي أيضًا؛ فقد عادت الاحتجاجات الشعبيّة للشوارع العربية حيثُ انطلقت الشرارة في السودان في احتجاجات حاشدة لإسقاط نظام عمر البشير الذي يحكمُ الدولة منذ حوالي 30 سنة كما شهدت الجزائر تظاهرات شعبيّة ضخمة طالبت الرئيس عبد العزيز بوتفليقة – الذي يحكمُ البلاد هو الآخر منذ عام 1999 – بعدم الترشح لعُهدة خامسة ثمّ تطورت الأمور في وقتٍ لاحق وأصبحَ مطلب الشعب إسقاط النظام.

## إعلان تونس
صادق القادة العرب المشاركون في القمة على إعلان تونس الذي يتناولُ مركزية القضية الفلسطينية واعترافًا بالقدس عاصمة لفلسطين وتأكيدًا على الهوية السّورية للجولان ودعوة لتكريس السلام الشامل في الوطن العربي، إلى جانب رفض تدخلات إيران في المنطقة وإدانة محاولات الربط بين الإسلام والإرهاب.

## القادة المشاركون
| الدولة                   | رئيس الوفد                       | الصورة | المنصب                                                |
| ------------------------ | -------------------------------- | ------ | ----------------------------------------------------- |
| تونس                     | الرئيس الباجي قائد السبسي        |        | رئيس الجمهورية التونسية                               |
| السعودية                 | الملك سلمان بن عبدالعزيز آل سعود |        | ملك المملكة العربية السعودية                          |
| الكويت                   | الشيخ صباح الأحمد الجابر الصباح  |        | أمير دولة الكويت                                      |
| الأردن                   | الملك عبدالله الثاني             |        | ملك المملكة الأردنية الهاشمية                         |
| قطر                      | الشيخ تميم بن حمد آل ثاني        |        | أمير دولة قطر                                         |
| مصر                      | الرئيس عبدالفتاح السيسي          |        | رئيس جمهورية مصر العربية                              |
| لبنان                    | الرئيس ميشال عون                 |        | رئيس الجمهورية اللبنانية                              |
| اليمن                    | الرئيس عبد ربه منصور هادي        |        | رئيس الجمهورية اليمنية                                |
| العراق                   | الرئيس برهم صالح                 |        | رئيس جمهورية العراق                                   |
| فلسطين                   | الرئيس محمود عباس                |        | رئيس دولة فلسطين                                      |
| جيبوتي                   | الرئيس إسماعيل عمر جيلي          |        | رئيس جمهورية جيبوتي                                   |
| موريتانيا                | الرئيس محمد ولد عبدالعزيز        |        | رئيس الجمهورية الاسلامية الموريتانية                  |
| الإمارات العربية المتحدة | الشيخ حمد بن محمد الشرقي         |        | حاكم إمارة الفجيرة                                    |
| ليبيا                    | الرئيس فايز السراج               |        | رئيس المجلس الرئاسي لحكومة الوفاق الوطني              |
| الجزائر                  | عبدالقادر بن صالح                |        | رئيس مجلس الأمة                                       |
| السودان                  | أحمد عوض بن عوف                  |        | النائب الأول لرئيس الجمهورية وزير الدفاع              |
| البحرين                  | الشيخ محمد بن مبارك آل خليفة     |        | نائب رئيس مجلس الوزراء                                |
| عمان                     | السيد أسعد بن طارق آل سعيد       |        | نائب رئيس مجلس الوزراء لشؤون العلاقات والتعاون الدولي |
| جزر القمر                | محمد الأمين صيف                  |        | وزير الخارجية                                         |
| الصومال                  | أحمد عيسى عوض                    |        | وزير الخارجية                                         |
| المغرب                   | محمد أوجار                       |        | وزير العدل                                            |

### الضيوف
- الأمم المتحدة: الأمين العام أنطونيو غوتيريس (ألقى كلمة).
- الاتحاد الأفريقي: رئيس مفوضية الاتحاد الأفريقي موسى فكي (ألقى كلمة).
- الاتحاد الأوروبي: الممثلة العليا لسياسة الأمن والشؤون الخارجية للاتحاد والنائبة الثانية لرئيس المفوضية الأوروبية فيديريكا موغيريني (ألقت كلمة).
- البرلمان العربي: رئيس البرلمان مشعل بن فهم بن محمد السلمي (ألقى كلمة).
- منظمة التعاون الإسلامي: الأمين العام يوسف بن أحمد العثيمين (ألقى كلمة).
- اتحاد المغرب العربي: الأمين العام الطيب البكوش.

## القمّة

### قمة موازية
تزامنًا معَ القمّة العربية والتي عادةً ما تتطرقُ لقضايا المجتمع المهمّة في حين لا تفعلُ مع قضايا قد تُعتبر جانبية؛ عُقدت قمّة مُوازيّة تناولت مجموعة من المواضيع التي لم يؤتى على ذكرها على غِرار الحراك الجزائري وواقع حقوق الإنسان في مصر فضلًا عنِ الواقع السياسي والمعيشي الصعب الذي تعيشه بلدان مثل السودان واليمن وسوريا. أُطلق على هذه القمّة اسمَ «قمة المجتمع المدني الموزاية» وذلك برعايةِ 18 منظمة من داخل وخارج تونس.
إلى جانبِ القمة الموازية فقد شهدت العاصمة تونس مظاهرات شاركَ فيها العشرات ورفعوا خلالها شعارات مساندة للقضية الفلسطينية من قبيل «لا صفقات تطبيعية على الأراضي التونسية» و«تحرير فلسطين واجب الأمة» و«فلسطين عربية لا حلول استسلامية»، كما حاولَ المحتجون تنظيم مسيرة احتجاجية باتجاه مقر انعقاد القمة العربية لكن قوات الأمن التونسية منعتهم من التقدم.

### أحداث جانبيّة
كانَ من المُقرر مشاركة عبد الفتاح السيسي في هذهِ القمّة حسب ما أعلنَ عنهُ مكتب الرئيس التونسي الباجي قايد السبسي في وقتٍ سابق لكنّ مكتب الرئيس المصري قد اعتذر في آخر اللحظات مؤكدًا أنّ السيسي لن يحضر القمة شخصيًا «لظروف قاهرة» وسيعوّض غيابه وزيرُ خارجيتهِ سامح شكري. وعلى خِلاف ما تداولتهُ وسائل الإعلام فقد حضر الرئيس المصري القمّة وشاركَ فيها إلى جانبِ عددٍ من الزعماء الآخرين.
من جِهة أخرى؛ شاركَ أمير قطر تميم بن حمد آل ثاني في القمّة إلى جانبِ وفدهِ لكنّه غادرها مباشرةً خلال إلقاء أحمد أبو الغيط أمين عام الجامعة كلمتهُ والتي تحدث فيها عنِ «التدخلات من الجيران في الإقليم وخصّ بالذكرِ إيران وتركيا»؛ ولم توضح وكالة الأنباء القطرية ولا التونسية سببَ مغادرة تميم فيما قالت قناة العربية – المحسوبة على الحكومة السعودية – إنّ انتقادَ أبو الغيط لتركيا هو ما دفعَ الأمير القطري للمُغادرة، على عكسِ موقع اليوم السابع – المُقرب من الحكومة المصريّة – والذي قالَ إنّ شكرَ أبو الغيط للسعودية هو سبب انسحاب تميم. كما غادرَ ملك السعودية سلمان بن عبد العزيز القمّة قبل انتهاءِ جلستها الافتتاحيّة بعدما أشادَ «بالنتائج الإيجابية للقمة في دورتها الثلاثين».

### البيان الختامي
أكد القادة العرب في بيانهم الختامي لقمة تونس على:
- رفض القرار الأمريكي الأخير حول سيادة إسرائيل على الجولان، مطالبين بإنهاء مبدأ «الأرض مقابل السلام».
- رفض التدخلات الإيرانية في الشؤون العربية.
- إدانة محاولات إيران العدوانية الرامية إلى زعزعة الأمن وما تقوم به من تأجيج مذهبي وطائفي في المنطقة.
- ضرورة العمل على التوصل إلى تسوية حقيقة وثابتة للأزمتين السورية والليبية.
- وحدة أراضي العراق وإدانة التدخلات التركية في شماله.
- دعم استقرار لبنان.
- التأكيد على مركزية القضية الفلسطينية بالنسبة للأمة العربية وعلى الهوية العربية للقدس الشرقية عاصمة دولة فلسطين.
- استنكار تشويه بعض الجماعات المتطرفة لصورة الإسلام.
- التنديد بأعمال الإرهاب والعنف وانتهاكات حقوق الإنسان، ومنها ما يحدث ضد مسلمي الروهينغا في ميانمار.

## وصلات خارجية
- الموقع الرسمي
- الصفحة الرسمية على الفيسبوك
- الصفحة الرسمية على تويتر
- القناة الرسمية على اليوتيوب